# Psychotria basicordata
Espèce
Psychotria basicordata O.Lachenaud  est une espèce de plantes du genre Psychotria. C’est une plante endémique du Cameroun. 

## Description
C'est un arbuste de 2,5 mètres de haut caractérisé par une corolle vert moyen, un calice vert foncé, des feuilles coriaces.

## Distribution
Endémique du Cameroun, relativement rare, on le trouve dans les régions du Littoral et du Sud. Un des spécimens a été récolté le 27 avril 1965 par Anthonius Josephus Maria Leeuwenberg au sud de Mboké, à 60 km d'Édéa, sur la route Édéa-Kribi.